# 1992年バルセロナオリンピックのイギリス選手団
1992年バルセロナオリンピックのイギリス選手団（1992ねんバルセロナオリンピックのイギリスせんしゅだん）は、1992年7月25日から8月9日にかけてスペインのカタルーニャ州バルセロナで開催された1992年バルセロナオリンピックのイギリス選手団、およびその競技結果。

## 概要
今大会は金メダル5個、銀メダル3個、銅メダル12個の合計20個のメダルを獲得した。

## メダル
| メダル | 選手名                                                                      | 競技   | 種目                  |
| ------ | --------------------------------------------------------------------------- | ------ | --------------------- |
| 金     | リンフォード・クリスティ                                                    | 陸上   | 男子100m              |
| 金     | サリー・ガネル                                                              | 陸上   | 女子400mハードル      |
| 金     | クリス・ボードマン                                                          | 自転車 | 男子4000m個人追い抜き |
| 銀     | レイモンド・スティーヴンス                                                  | 柔道   | 男子95kg以下級        |
| 銀     | ニコラ・フェアブラザー                                                      | 柔道   | 女子56kg以下級        |
| 銅     | クリス・アカブシ                                                            | 陸上   | 男子400mハードル      |
| 銅     | ロジャー・ブラック デビッド・グリンドレー クリス・アカブシ ジョン・レジス   | 陸上   | 男子4×400mリレー      |
| 銅     | スティーブ・バックリー                                                      | 陸上   | 男子やり投            |
| 銅     | フィリス・スミス サンドラ・ダグラス ジェニファー・スタウト ダネット・ヤング | 陸上   | 女子4×400mリレー      |
| 銅     | ニック・ギリンガム                                                          | 競泳   | 男子200m平泳ぎ        |
| 銅     | シャロン・レンドル                                                          | 柔道   | 女子52kg以下級        |
| 銅     | ケイト・ホーウェイ                                                          | 柔道   | 女子66kg以下級        |